# جمعية تاريخ الإعاقة
جمعية تاريخ الإعاقة (DHA) هي منظمة دولية غير ربحية تُعنى بتعزيز ودعم دراسة الإعاقات من منظور تاريخي.
العضوية في الجمعية متاحة للباحثين والمؤسسات والمنظمات، وهي تُعد عضوًا تابعًا لكل من للجمعية التاريخية الأمريكية (AHA) و منظمة المؤرخين الأمريكيين (OAH).

## تاريخ جمعية تاريخ الإعاقة
نشأت جمعية تاريخ الإعاقة من خلال محادثات غير رسمية أجراها مجموعة من علماء الإعاقة الرائدين في المعهد الصيفي لدراسات الإعاقة في العلوم الإنسانية بجامعة ولاية سان فرانسيسكو في عام 2000. في العام التالي، قاموا بإنشاء H-Disability، وهي مجموعة نقاشية على منصة H-Net الأكاديمية البارزة عبر الإنترنت. في عام 2004، عقدت المنظمة أول اجتماع لمجلس إدارتها، ثم دُمج المجتمع في جمعية تاريخ الإعاقة في عام 2007.
في عام 2008، شاركت جمعية تاريخ الإعاقة، والمجموعة البريطانية لتاريخ الإعاقة، وجامعة ولاية سان فرانسيسكو في رعاية مؤتمر أكاديمي دولي لتاريخ الإعاقة.
ترعى هيئة الصحة في دبي جائزة "النشر المتميز"، والتي تُمنح سنويًا لأفضل كتاب أو مقالة تسلط الضوء على موضوع جديد ومؤثر في مجال تاريخ الإعاقة. من عام 2012 إلى عام 2017، كانت هيئة دبي للكتاب تتناوب في تقديم جائزة "الفصل أو المقالة المتميزة من كتاب" وجائزة "الكتاب المتميز"، إلا أنها بدأت اعتبارًا من عام 2018 بتقديم كلتا الجائزتين سنويًا.

### الفائزون بجائزة النشر المتميز
| السنة | الفائز بجائزة الفصل المتميز من الكتاب أو المقال | الفائز بجائزة الكتاب المتميز |
| ----- | --- | --- |
| 2012  | — | 2012: ديفيد م. تيرنر. الإعاقة الجديدة في إنجلترا في القرن الثامن عشر: تخيل الإعاقة الجسدية. (يورك: روتليدج، 2012)                        |
| 2013  | 2013: أودرا جينينجز. "'رمز للتميز': سياسات استحقاق الإعاقة، 1940-1950،" في سياسات المحاربين القدامى، سياسات المحاربين القدامى: وجهات نظر جديدة حول المحاربين القدامى في الولايات المتحدة الحديثة، تحرير. ستيفن ر. أورتيز، (مطبعة جامعة فلوريدا، 2012)                    | — |
| 2014  | — | 2014: سيباستيان بارش، آن كلاين، وبيتر فيرستريت، محررون. المؤرخ غير الكامل: تاريخ الإعاقة في أوروبا (فرانكفورت أم ماين: بيتر لانج، 2013). |
| 2015  | 2015: ديا إتش بوستر، "لقد قررت أن أتصرف كشخص أصم وأبكم في نفس الوقت": مظاهر الإعاقة ومقاومة العبودية في الجنوب الأمريكي قبل الحرب الأهلية،" الإعاقة والتجاوز: طمس خطوط الهوية، جيفري إيه برون ودانيال جيه ويلسون، المحررون. (فيلادلفيا: مطبعة جامعة تيمبل، 2013)، 71-98. | — |
| 2016  | — | 2016: سارة سكالينج، الإعاقة في العالم العربي العثماني، 1500-1800 (نيويورك: مطبعة جامعة كامبريدج، 2014).                                  |
| 2017  | لورا ميتشيليتي بواكا، "أكبر مجموعة مهنية لجميع الأشخاص ذوي الإعاقة: ربات البيوت ذوات الإعاقة وإعادة التأهيل المهني في أمريكا بعد الحرب العالمية الثانية"، في كتاب تعطيل الحياة المنزلية، المحرر. مايكل ريمبيس (نيويورك: بالجريف ماكميلان، 2016)، 73-102.                 | — |
| 2018  | لوريل داين، "مارثا آن هونيويل: الفن والأداء والإعاقة في الجمهورية المبكرة"، مجلة الجمهورية المبكرة 37، رقم 2 (2017): 225-250. | سارة ف. روز، لا حق في الخمول: اختراع الإعاقة، 1840-1930 (تشابل هيل: مطبعة جامعة نورث كارولينا، 2017).                                    |

## مجلس الإدارة الحالي، 2019-2020
- سارة سكالينج - رئيسة
- ليندسي باترسون - نائب الرئيس
- أبارنا ناير - نائب الرئيس للاتصالات
- كاثلين برايان - أمين الصندوق
- كارولين ليفرز - ممثلة طلاب الدراسات العليا
- نيكول بيلولان - عضو
- سوزان بيرش - عضو
- إيان هاتشيسون - عضو
- ساندي سفيان - عضو
- جايبريت فيردي - عضو[4]

## القيادة السابقة
- كيم إي. نيلسن، الرئيس السابق.[5][6][7]